# 拉西
拉西（英語：Lassi）是一种起源于印度次大陆的传统優格。它是優格、水、香料混合而成，有时也加入水果。鹹味的拉西与爱兰类似，甜味的拉西和芒果拉西更像奶昔，而迷幻拉西是加入了大麻成份的拉西，部分地區視為等同毒品。

## 饮品变化

### 甜拉西
甜拉西是一类用糖、蔷薇水、柠檬、草莓或其他的果汁调味的拉西。藏红花拉西则是印度拉贾斯坦邦、古吉拉特邦和巴基斯坦信德省的特色饮品。Makkhaniya拉西就是里面有块奶油的拉西，它通常由于奶油状更像是奶油奶昔。

### 芒果拉西
芒果拉西由優格、牛奶和芒果浆制成。它可以做出加糖或不加糖的口味。在加拿大的不同地区，芒果拉西是一种冷饮，由甜凯撒芒果果肉与優格、奶油或冰淇淋混合而成。它装在带吸管的高脚玻璃杯中，上面常撒有开心果粉。

## 文化
2013年，克勒格布爾印度理工學院的卡什提吉（Kshitij）发起了一场运动，要求移动操作系统Android的下一个版本命名为Lassi。